# 砂漣
砂漣（されん）またはリップル（英語: Ripple）とは、その波長や波高が河床材料の粒径のスケールに規定される、小規模河床形態（河床波）のひとつである。
河床材料の粒径を用いた粒子レイノルズ数が約20以下の場合に、河床に形成される。
平均波長は粒径の約600-1000倍、波高は粒径の数十〜数百倍である。
砂漣上の砂の運動は滑動および転動が主体であり、河床波は緩やかに下流側へと進行する。